# Дочо Касабов
Дочо Генчев Касабов е български драматичен актьор, режисьор и театрален деец.

## Биография
Роден е в Севлиево на 20 септември 1880 г. В периода 1901-1903 г. учи сценично изкуство в Женева и Париж. През 1905 г. дебютира в „Модерен театър“ на Георги Донев. За кратко играе на сцените на Народния театър и „Съвременен театър“. През 1911 г., заедно с Тома Касабов, в Севлиево създава пътуващият театър „Комичен театър“. От 1918 до 1921 г. работи като режисьор на Софийския пътуващ театър „Родина“. През 1921-1922 г. играе в „Камерен театър“ на Златина Недева. В периода 1922-1925 г. ръководи „Задружен театър“, който създава заедно с Георги Миятев, Ст. Сариев и Юрдан Минков. Последователно ръководи Търновски окръжен театър, Сливенски градски театър и Хасковски общински театър. През 1929 г., за кратко, подновява дейността на „Задружен театър“. След 1934 г. е директор на Плевенски градски театър, Софийски областен театър и театрите в Силистра и Добрич. Почива на 14 юли 1944 г. в Добрич.

## Роли
Дочо Касабов играе множество роли, по-значимите са:
- Барона – „На дъното“ на Максим Горки
- Асен и Исак – „Иванко“ на Васил Друмев
- Леандър – „Хитрините на Скапен“ на Молиер
- Швартце – „Родина“ на Херман Зудерман[1]

## Постановки
Като театрален режисьор поставя на сцена множество постановки, по-значимите са:
- „Любовта на студента“ от Л. Андреев
- „Иванко“ от Васил Друмев
- „Хъшове“ от Иван Вазов
- „Майстори“ от Рачо Стоянов[1]

## Филмография
Дочо Касабов играе в четири игрални филма:
- Пътят на безпътните (1928)
- Дядо Иван – След пожара над Русия (1929)
- Нощният пазач – Улични божества (1929)
- Буря на младостта (1930)